# Mikasa (nave da battaglia)
La Mikasa (三笠?) fu una nave da battaglia pre-dreadnought della Marina imperiale giapponese impostata il 24 gennaio 1899 nel cantiere di Armstrong, Elswick, varata l'8 novembre 1900 e completata il 1º marzo 1902. Fu la nave ammiraglia dell'ammiraglio Tōgō Heihachirō alla battaglia di Tsushima del 1905, durante la guerra russo-giapponese. Attualmente è conservata come nave museo a Yokosuka.

## Antefatti

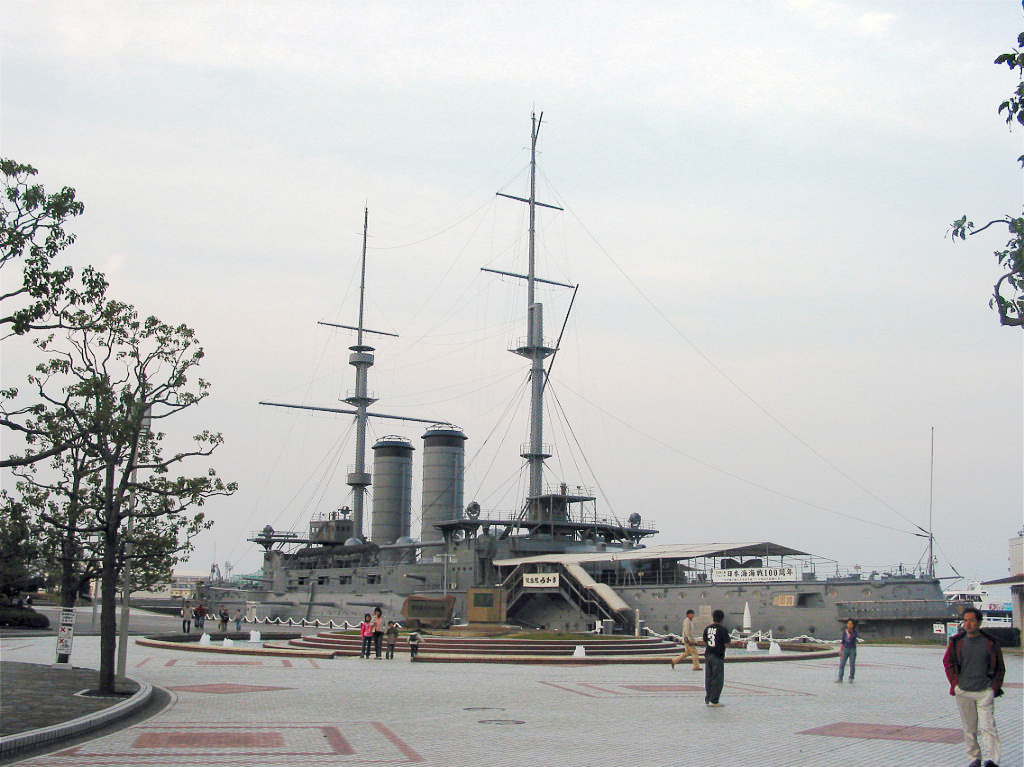
Mikasa a Yokosuka, nel 2005

In seguito alla prima guerra sino-giapponese del 1894-1895 e la restituzione forzata della penisola di Liaodong alla Cina sotto le pressioni russe, il Giappone iniziò ad aumentare la sua forza militare preparandosi a ulteriori scontri militari. In particolare promulgò un programma decennale che prevedeva l'acquisizione di sei corazzate e sei incrociatori corazzati.
Una di queste corazzate la Mikasa, venne ordinata ai cantieri Vickers di Barrow-in-Furness, Regno Unito alla fine del 1898 per essere consegnata in Giappone nel 1902. Per la costruzione occorsero tre anni ad un costo di 8,8 milioni di yen.
Quello stesso anno il Giappone si assicurò anche il supporto diplomatico e strategico concludendo un'alleanza con il Regno Unito, che condivideva il desiderio del Giappone di contenere l'espansionismo russo nell'estremo oriente, specialmente per proteggere i suoi interessi cinesi.

## Caratteristiche

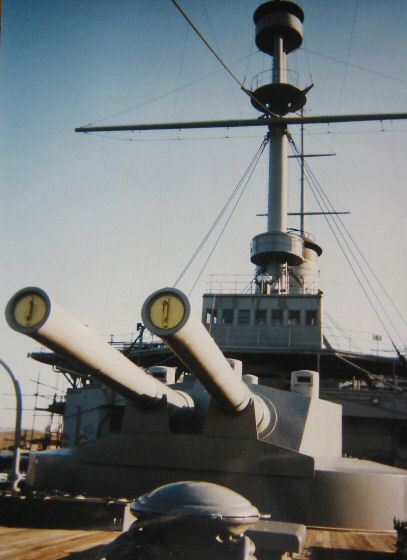
I cannoni di prua da 12" della Mikasa

All'epoca della sua consegna la Mikasa era un'avanzata corazzata pre-dreadnought che combinava un'eccellente combinazione di potenza di fuoco e protezione. Fu un adattamento della classe Majestic della Royal Navy, con un dislocamento maggiore (15.383 t rispetto a 15.139 t), maggior velocità (18 nodi rispetto a 17 nodi), un armamento leggermente più potente (due ulteriori pezzi da 6") e una corazza molto migliore: mantenne lo stesso spessore, ma utilizzò la più resistente corazzatura Krupp, del 50% più resistente della corazzatura Harvey utilizzata dalla classe Majestic.
I suoi cannoni principali raggruppati in torrette corazzate in una posizione centrale permettevano al resto della nave di essere uniformemente protetta con le pesanti placche protettive di acciaio Krupp. Grazie al suo progetto, fu in grado di incassare un gran numero di colpi diretti: ricevette circa 20 proiettili durante la battaglia del Mar Giallo del 10 agosto 1904 e circa 30 durante la battaglia di Tsushima, subendo solo danni limitati. La potenza di fuoco e la gittata maggiore dei cannoni della Mikasa furono completamente sfruttati dagli addestrati ed efficaci artiglieri giapponesi.
A Tsushima la Mikasa condusse la flotta combinata giapponese in quella che venne definita «la più decisiva battaglia navale della storia». La flotta russa fu quasi completamente annientata: su 38 navi russe, 21 vennero affondate, 7 catturate, 6 disarmate. Morirono 4.545 marinai russi e 6.106 furono presi prigionieri. Da parte loro i giapponesi persero solo 116 uomini e tre torpediniere.

## Importanza storica

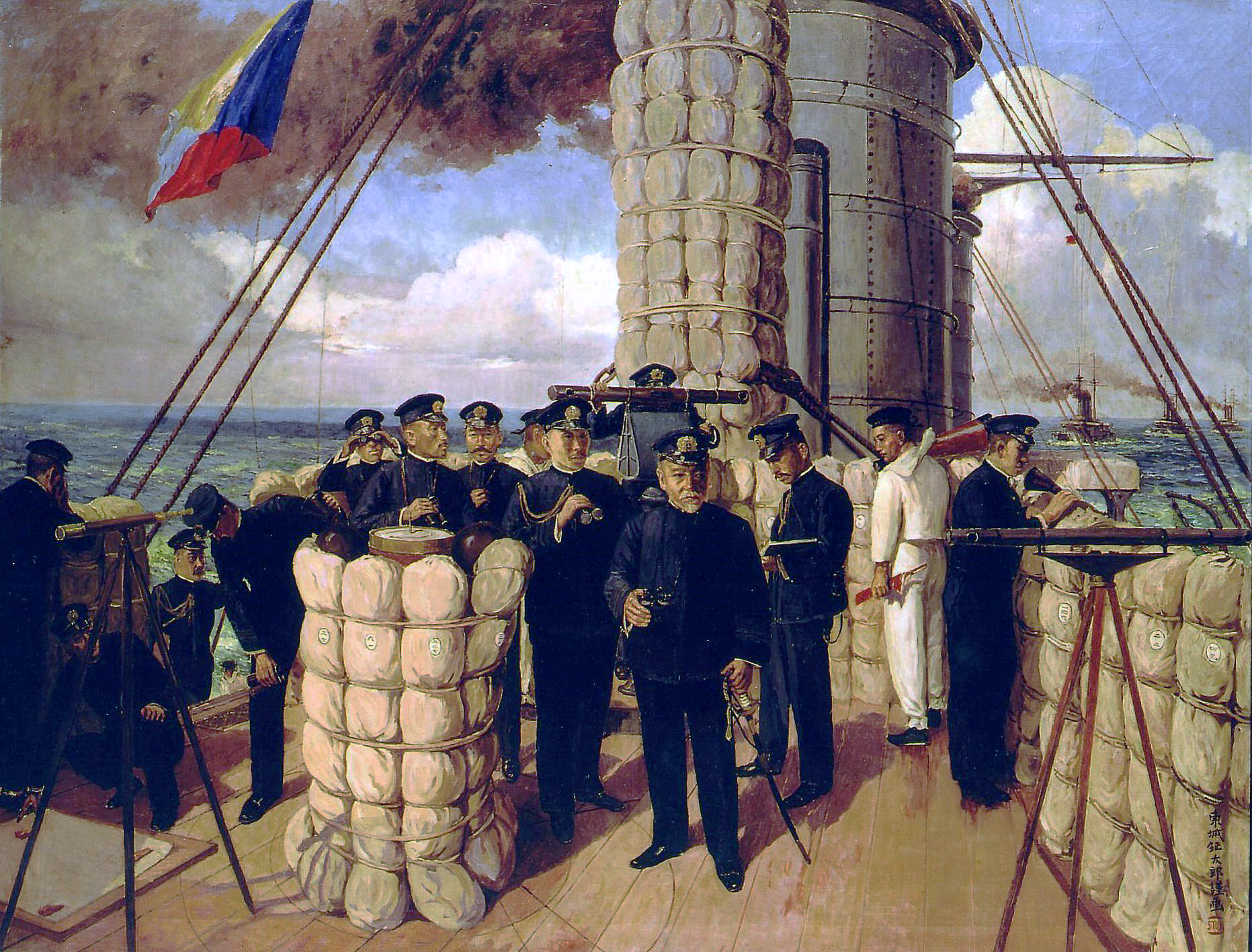
L'ammiraglio Togo sul ponte della Mikasa, prima della battaglia di Tsushima nel 1905

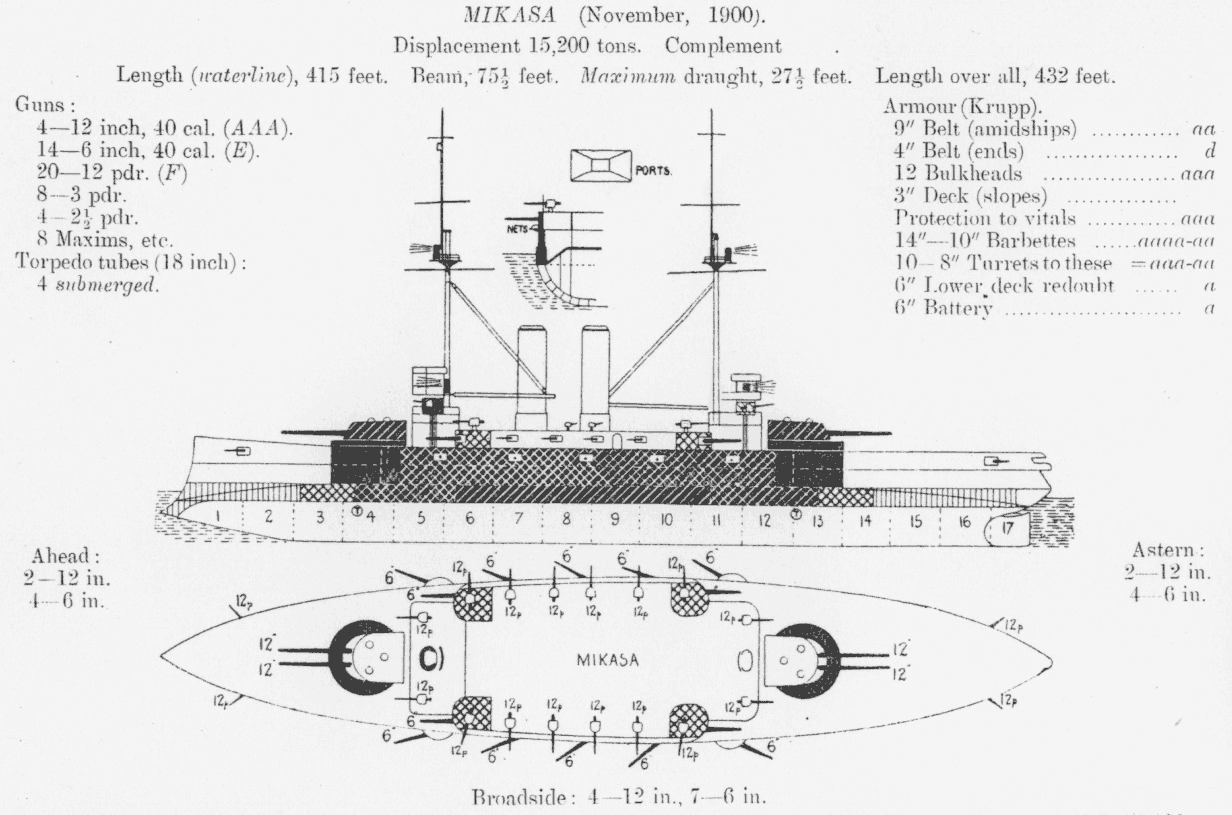
Informazioni dettagliate dal Jane's Fighting Ships 1906-07

Le prestazioni della flotta giapponese furono osservate e analizzate dalle potenze occidentali e giocarono un ruolo importante nella definizione della successiva generazione di navi da battaglia (le Dreadnought), dato che il conflitto «confermò la maggiore efficienza dei cannoni pesanti e l'importanza del fuoco di artiglieria a lunga gittata».
Inoltre la sconfitta della flotta russa e la firma del trattato di Portsmouth (5 settembre), intensificò le agitazioni in Russia. Nel 1905 vi furono ammutinamenti nelle basi navali di Sebastopoli, Vladivostok e Kronštadt, che culminarono in giugno con l'ammutinamento della Potemkin. La rivoluzione russa del 1905 culminò in ottobre quando lo Zar fu obbligato a rinunciare ai suoi poteri assoluti e a firmare il Manifesto di ottobre.
Infine la vittoria giapponese confermò l'emergere del Giappone come potere preminente nell'Asia orientale e come forza importante della scena internazionale.
Oggigiorno la Mikasa è l'ultima nave da battaglia dell'epoca pre-dreadnought ancora esistente.

## Sviluppi successivi
Ironicamente dopo la firma del trattato di pace con la Russia dell'11 settembre 1905 la Mikasa affondò nei bassi fondali (11 metri) del porto di Sasebo, a causa di un incendio che causò l'esplosione di un magazzino munizioni. L'esplosione uccise 339 uomini, il triplo delle perdite di Tsushima. Furono attuati numerosi sforzi per riportarla galla, che infine riuscirono l'8 agosto 1906.
Dopo due anni di riparazioni la Mikasa venne rimessa in servizio attivo, armata con nuovi cannoni da 12"/45 (30.5 cm), comunque divenne in breve tempo obsoleta a causa dello sviluppo delle corazzate monocalibro e venne declassificata prima a nave da battaglia di seconda classe, quindi a nave da battaglia di terza classe, infine il 1º settembre 1912 a vascello di difesa costiera di prima classe.
Il 16 settembre 1921 la Mikasa si arenò durante l'intervento giapponese in Siberia, durante la guerra civile russa, mentre navigava nel canale Askold, avvolto da una densa nebbia. Venne recuperata con l'assistenza della nave da battaglia Fuji e degli incrociatori Kasuga e Yodo: fu riparata a Vladivostok. Dopo il suo ritorno a Maizuru, venne ritirata dal servizio attivo.
La Mikasa venne decommissionata in seguito alla firma del Trattato Navale di Washington del 1921 e programmata per lo smantellamento. Comunque in seguito alla richiesta del governo giapponese le nazioni firmatarie concordarono che avrebbe dovuto essere conservata come nave museo, purché il suo scafo fosse bloccato in una colata di cemento. Il 12 novembre 1925 la Mikasa venne esposta a Yokosuka, Giappone.
Durante la seconda guerra mondiale venne bombardata diverse volte durante i raid dell'United States Army Air Forces (USAAF). In seguito alla sconfitta giapponese le forze d'occupazione statunitensi confiscarono la Mikasa, smantellandone i suoi cannoni e lasciandola in cattivo stato. Il governo dell'Unione Sovietica avanzò la richiesta che, in quanto simbolo dell'umiliazione russa durante la guerra russo-giapponese, fosse completamente distrutta. La richiesta venne ritirata quando l'ambasciatore russo visitò la nave e ne constatò il pessimo stato di conservazione.
Un movimento per la sua conservazione nacque nel 1958, con il supporto finanziario degli Stati Uniti e la partecipazione diretta dell'ammiraglio Chester Nimitz. Il restauro venne completato il 27 maggio 1961 e costò 180 milioni di yen.

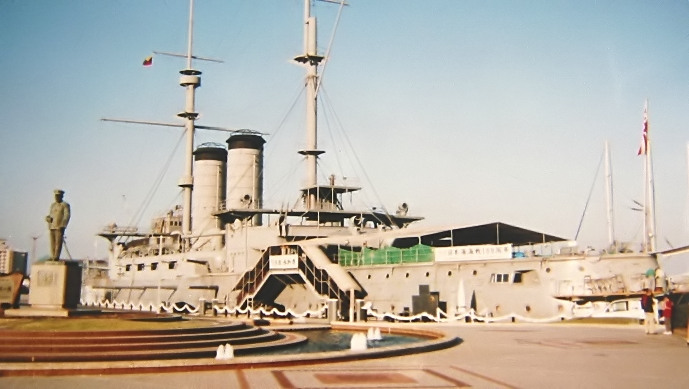
La Mikasa nel 2005
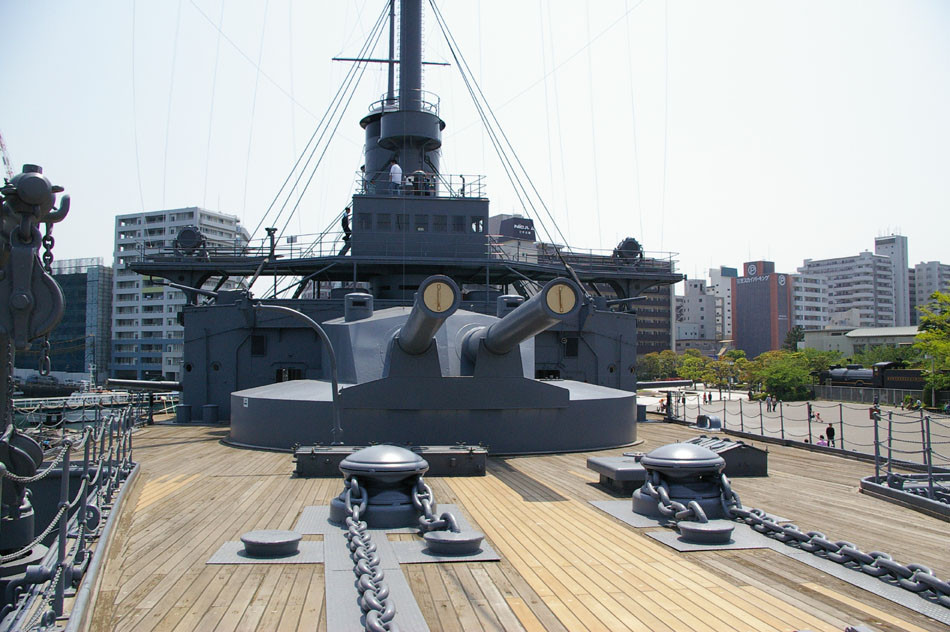
Il ponte della Mikasa